# Ablautus flavipes
Ablautus flavipes là một loài ruồi thuộc họ Ruồi ăn sâu.